# مرتضى بانك
مرتضى بانك هو دبلوماسي وسياسي إيراني، ولد في 1955 في مدينة أصفهان في إيران. نشط حزبياً في حزب الاعتدال والتنمية.